# Brian Cufré
Brian Cufré (Mar del Plata, 15 dicembre 1996) è un calciatore argentino, difensore del Central Córdoba (SdE).

## Caratteristiche tecniche
È un terzino sinistro.

## Carriera
Cresciuto nelle giovanili del Vélez Sarsfield, ha esordito in prima squadra il 18 ottobre 2015 in occasione del match vinto 1-0 contro il Lanús.

## Statistiche

### Presenze e reti nei club
Statistiche aggiornate al 8 maggio 2025.
| Stagione               | Squadra                | Campionato             | Campionato | Campionato | Coppe nazionali | Coppe nazionali | Coppe nazionali | Coppe continentali | Coppe continentali | Coppe continentali | Altre coppe | Altre coppe | Altre coppe | Totale | Totale | Totale |
| Stagione               | Squadra                | Comp                   | Pres       | Reti       | Comp            | Pres            | Reti            | Comp               | Pres               | Reti               | Comp        | Pres        | Reti        | Pres   | Reti   |        |
| ---------------------- | ---------------------- | ---------------------- | ---------- | ---------- | --------------- | --------------- | --------------- | ------------------ | ------------------ | ------------------ | ----------- | ----------- | ----------- | ------ | ------ | ------ |
| 2015                   | Vélez Sarsfield        | PD                     | 3          | 0          | CA              | 0               | 0               | -                  | -                  | -                  | -           | -           | -           | 3      | 0      |        |
| 2016                   | Vélez Sarsfield        | PD                     | 7          | 0          | CA              | 0               | 0               | -                  | -                  | -                  | -           | -           | -           | 7      | 0      |        |
| 2016-2017              | Vélez Sarsfield        | PD                     | 19         | 0          | CA              | 2               | 0               | -                  | -                  | -                  | -           | -           | -           | 21     | 0      |        |
| 2017-2018              | Vélez Sarsfield        | PD                     | 14         | 0          | CA              | 0               | 0               | -                  | -                  | -                  | -           | -           | -           | 14     | 0      |        |
| 2018-2019              | Vélez Sarsfield        | PD                     | 20         | 3          | CA+CdS          | 0+4             | 0               | -                  | -                  | -                  | -           | -           | -           | 24     | 3      |        |
| 2019-2020              | Vélez Sarsfield        | PD                     | 20         | 0          | CA+CdS          | 0+1             | 0               | CS                 | 2                  | 0                  | -           | -           | -           | 23     | 0      |        |
| 2020-2021              | Maiorca                | SD                     | 29         | 1          | CR              | 2               | 0               | -                  | -                  | -                  | -           | -           | -           | 31     | 1      |        |
| 2021-2022              | Malaga                 | SD                     | 25         | 0          | CR              | 2               | 0               | -                  | -                  | -                  | -           | -           | -           | 27     | 0      |        |
| 2022-feb. 2023         | Maiorca                | PD                     | 5          | 0          | CR              | 3               | 0               | -                  | -                  | -                  | -           | -           | -           | 8      | 0      |        |
| Totale Maiorca         | Totale Maiorca         | Totale Maiorca         | 34         | 1          |                 | 5               | 0               |                    | -                  | -                  |             | -           | -           | 39     | 1      |        |
| 2023                   | New York City          | MLS                    | 25         | 2          | USOC            | 0               | 0               | -                  | -                  | -                  | LC          | 3           | 0           | 28     | 2      |        |
| feb.-apr. 2024         | Vélez Sarsfield        | PD                     | 0          | 0          | CA+CdL          | 1+0             | 0               | -                  | -                  | -                  | -           | -           | -           | 1      | 0      |        |
| Totale Vélez Sarsfield | Totale Vélez Sarsfield | Totale Vélez Sarsfield | 83         | 3          |                 | 8               | 0               |                    | 2                  | 0                  |             | -           | -           | 93     | 3      |        |
| 2025                   | Central Córdoba (SdE)  | PD                     | 11         | 0          | CA              | 1               | 0               | CL                 | 4                  | 0                  | SA          | -           | -           | 16     | 0      |        |
| Totale carriera        | Totale carriera        | Totale carriera        | 178        | 6          |                 | 16              | 0               |                    | 6                  | 0                  |             | 3           | 0           | 203    | 6      |        |